# کمیته المپیک تونس
کمیته المپیک تونس (انگلیسی: Tunisian Olympic Committee)  یک سازمان ورزشی است که نماینده کشور تونس در کمیته بین‌المللی المپیک می‌باشد.
این سازمان که در سال ۱۹۵۷ تأسیس شده مسئول آماده‌سازی و اعزام ورزشکاران به بازی‌های المپیک، بازی‌های المپیک جوانان و بازی‌های آفریقایی است.